# ديليا شيرمان
ديليا شيرمان (بالإنجليزية: Delia Sherman)‏ (1951، طوكيو في اليابان)؛ روائية أمريكية.